# Škoda Praktik
Škoda Praktik er betegnelsen for varebilsudgaver af forskellige bilmodeller fra Škoda Auto. De er baseret på personbiler, men registreret som varebiler. Førerkabinen og varerummet er adskilt med en væg bag forsæderne.
Den første Škoda Praktik-model var baseret på stationcarudgaven af Škoda Favorit. Derudover findes der også Praktik-udgaver af Fabia, Octavia og Roomster.
- Škoda Forman/Favorit Praktik
- Škoda Fabia Praktik
- Škoda (Roomster) Praktik